# Józef Sitarz (rzeźbiarz)
Józef Sitarz (ur. 20 sierpnia 1885 w Czerniowcach, zm. 21 kwietnia 1942 w Auschwitz-Birkenau) – artysta rzeźbiarz, malarz, rysownik, porucznik piechoty Wojska Polskiego.

## Życiorys

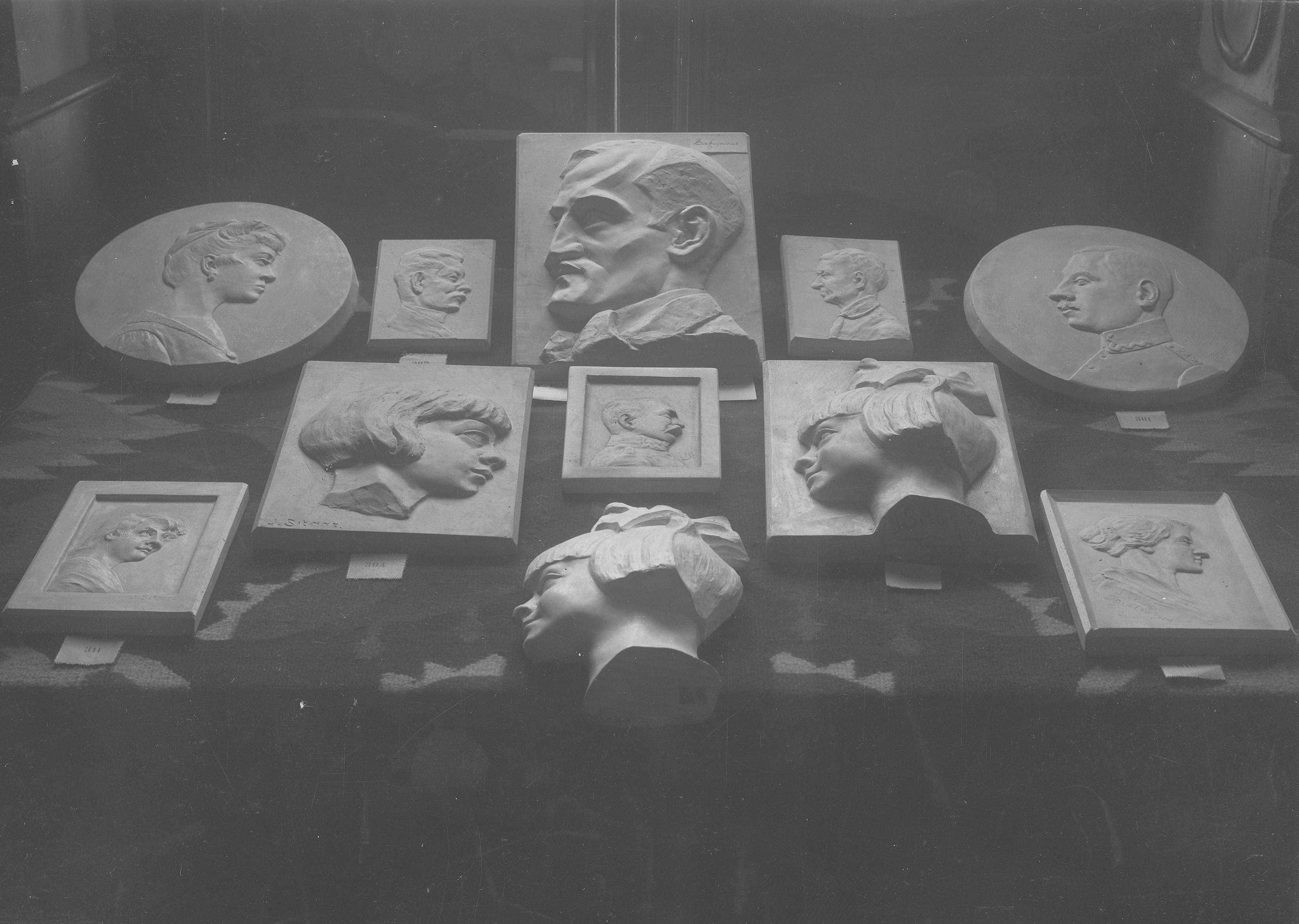
Płaskorzeźby autorstwa Józefa Sitarza na wystawie w Sanoku w 1930

Urodził się 20 sierpnia 1885 w Czerniowcach. Ukończył Akademię Sztuk Pięknych w Krakowie (studia odbył w latach 1911–1914 i 1917–1918).
Jako żołnierz służył w armii austriackiej. Podczas I wojny światowej w C. K. Obronie Krajowej został mianowany na stopień podporucznika w rezerwie piechoty z dniem 1 listopada 1917. Do 1918 był przydzielony do pułku strzelców nr 20.
Po odzyskaniu przez Polskę niepodległości został przyjęty do Wojska Polskiego dekretem z 3 kwietnia 1919 z zatwierdzeniem posiadanego stopnia podporucznika ze starszeństwem z dniem 1 listopada 1917. Otrzymał przydział z dniem 1 listopada 1918 do 20 pułku piechoty. Został awansowany do stopnia porucznika ze starszeństwem z dniem 1 czerwca 1919. W latach 20. służył w 2 pułku Strzelców Podhalańskich w Sanoku (1923, 1924). Do października 1927 był przydzielony z sanockiego pułku do służby w Powiatowej Komendzie Uzupełnień Sanok, po czym został referentem PKU Sanok. W 1934 jako porucznik piechoty przeniesiony w stan spoczynku był w oficerskiej kadrze okręgowej nr X jako „oficer przewidziany do użycia w czasie wojny” i był wówczas przydzielony do Powiatowej Komendy Uzupełnień Sanok.
Został artystą rzeźbiarzem i malarzem. W dziedzinie rzeźby (także w drewnie) wykonywał m.in. portrety, w tym znanych sanoczan (np. rzeźba ostatniego sanockiego fiakra, Wojciecha Kurzydło, z 1928, lekarza dr. Karola Zaleskiego, profesora gimnazjalnego Jana Killara. Stworzył płaskorzeźbę przedstawiającą bitwę pod Kuźnicą z 21–23 września 1920 podczas wojny polsko-bolszewickiej (uczestniczyli w niej żołnierze 2 pspodh.), która została umieszczona nad wejściem i nad sceną w Dom Żołnierza Polskiego w Sanoku (uległa zniszczeniu podczas II wojny światowej). Był autorem projektu rzeźby pt. Wódz narodu. Był autorem rzeźby przedstawiającej sokolnika i orła umieszczonej we wnęce na fasadzie Gmachu Towarzystwa Gimnastycznego „Sokół” w Sanoku (płaskorzeźba została zniszczona na rozkaz Niemców podczas II wojny światowej). Był autorem projektu tablicy upamiętniającej dr. Jana Puzdrowskiego, przedstawiającej podobiznę tegoż i odsłoniętej 12 lipca 1936 w gmachu „Sokoła” w Zagórzu pod Sanokiem. W dziedzinie malarstwa tworzył głównie pejzaże. W maju 1930 prezentował swoje prace malarskie (obrazy olejne) i rzeźby na wystawie obrazów i rzeźby w Sanoku. Był także rysownikiem-karykaturzystą.
Po wybuchu II wojny światowej i nastaniu okupacji niemieckiej został aresztowany przez Niemców i osadzony w więzieniu w Sanoku 2 lutego 1942, gdzie przebywał do 24 lutego 1942. Następnie trafił do obozu KL Auschwitz 27 marca 1942 i otrzymał tam numer obozowy 273282. Tam poniósł śmierć 21 kwietnia 1942.
Po zakończeniu wojny, w 1945 prace Józefa Sitarza znalazły się na pierwszej powojennej wystawie wspólnej sanockich artystów zorganizowanej przez Muzeum Historyczne w Sanoku.